# ديفيد لي روث
ديفيد لي روث (بالإنجليزية: David Lee Roth)‏ (من مواليد 10 أكتوبر 1953) هو ممثل وموسيقي وشاعر وملحن أمريكي.

## وصلات خارجية
- ديفيد لي روث على موقع IMDb (الإنجليزية)
- ديفيد لي روث على موقع الموسوعة البريطانية (الإنجليزية)
- ديفيد لي روث على موقع روتن توميتوز (الإنجليزية)
- ديفيد لي روث على موقع ميوزك برينز (الإنجليزية)
- ديفيد لي روث على موقع رولينغ ستون (الإنجليزية)
- ديفيد لي روث على موقع قاعدة بيانات برودواي على الإنترنت (الإنجليزية)
- ديفيد لي روث على موقع إن إن دي بي (الإنجليزية)
- ديفيد لي روث على موقع أول ميوزيك (الإنجليزية)
- ديفيد لي روث على موقع ديسكوغز (الإنجليزية)
- ديفيد لي روث على موقع قاعدة بيانات الفيلم (الإنجليزية)

- الموقع الرسمي